# Altin Lala
Pour les articles homonymes, voir Lala.
Altin Lala est un footballeur albanais né le 18 novembre 1975 à Kavajë.

## Biographie
Présent depuis juillet 1998 au club de Cheyres, le Hannover 96, ce milieu international porte le numéro 8.
Il a plus de 280 matchs de Bundesliga à son actif et tous pour Hanovre 96 pour qui il a marqué 10 fois. Son premier match en championnat a eu lieu le 11 août 2002.
Il a été sélectionné 79 fois en équipe nationale et a marqué trois buts. 
Sa conservation du ballon et sa vision du jeu font de lui un élément indispensable, tant en club, qu'en équipe nationale.
L'albanais qui a accédé au rang de capitaine en 2003-2004 s'occupe du travail en milieu de terrain.

## Palmarès
- Hanovre 96
  - Vainqueur de la 2.Bundesliga en 2002.